# FreeRADIUS
FreeRADIUS — RADIUS сервер с открытым исходным кодом. 
Это альтернатива других коммерческих RADIUS серверов, поскольку он модульный и функциональный на сегодняшний день. Кроме того, он входит в пятёрку RADIUS серверов мира с точки зрения развёртывания и количества пользователей, которых этот сервер авторизует ежедневно.
Может работать на встраиваемых системах с небольшим количеством памяти, обслуживая несколько миллионов пользователей. FreeRADIUS быстрый, гибкий, настраиваемый, а также поддерживает больше протоколов аутентификации, чем многие коммерческие серверы. Сервер поставляется вместе с инструментом управления через веб-интерфейс dialupadmin, который написан на PHP. В настоящее время FreeRADIUS используется как основа для разработки коммерческих RADIUS серверов.

## История создания
FreeRADIUS был основан в августе 1999 года Аланом ДеКоком и Микуэлом ван Смуренбергом. Микуэл ранее написал Cistron RADIUS сервер, который получил широкое распространение. С того момента сервер Livingston больше не поддерживается. Командой FreeRADIUS было начато создание нового RADIUS-сервера, использующего модульную конструкцию, которая будет способствовать более активному участию сообщества.
Модули ядра сервера поддерживают LDAP, MySQL, PostgreSQL, Oracle и многие другие базы данных. Он поддерживает все популярные типы аутентификации EAP, включая PEAP и EAP-TTLS. Для обеспечения совместимости с широким спектром устройств NAS в него включены более 100 словарей поставщиков.
В версии 2.0.0 была добавлена поддержка виртуального хостинга, IPv6, VMPS, и новой языковой политики, что упрощает многие сложные конфигурации.
Исследование, проведённое в 2006 году, показало, что количество его пользователей составляет 100 миллионов человек.